# سلحفاة جزيرة بينتا

سلحفاة جزيرة بينتا هي سلالة منقرضة من سلحفاة الغالاباغوس العملاقة، كانت تقطن جزيرة بينتا بالإكوادر في أمريكا الجنوبية. كانت آخر سلحفاة معروفة من تحت النوع ذكرٌ اسمه لون سوم جورج (بالإسبانية: El Solitario Jorge/George)‏، غير أنه توفي في 24 من يونيو سنة 2012، مما يجعل تحت النوع منقرضاً حالياً. كانت تعد سلحفاة جزيرة بينتا قبل موت لون سوم جورج أندر كائن معروف على كوكب الأرض، كما كان لون سوم جورج يُمثّل رمزاً وطنياً وعالمياً لجهود إنقاذ وحماية البيئة في جزر الغالاباغوس.

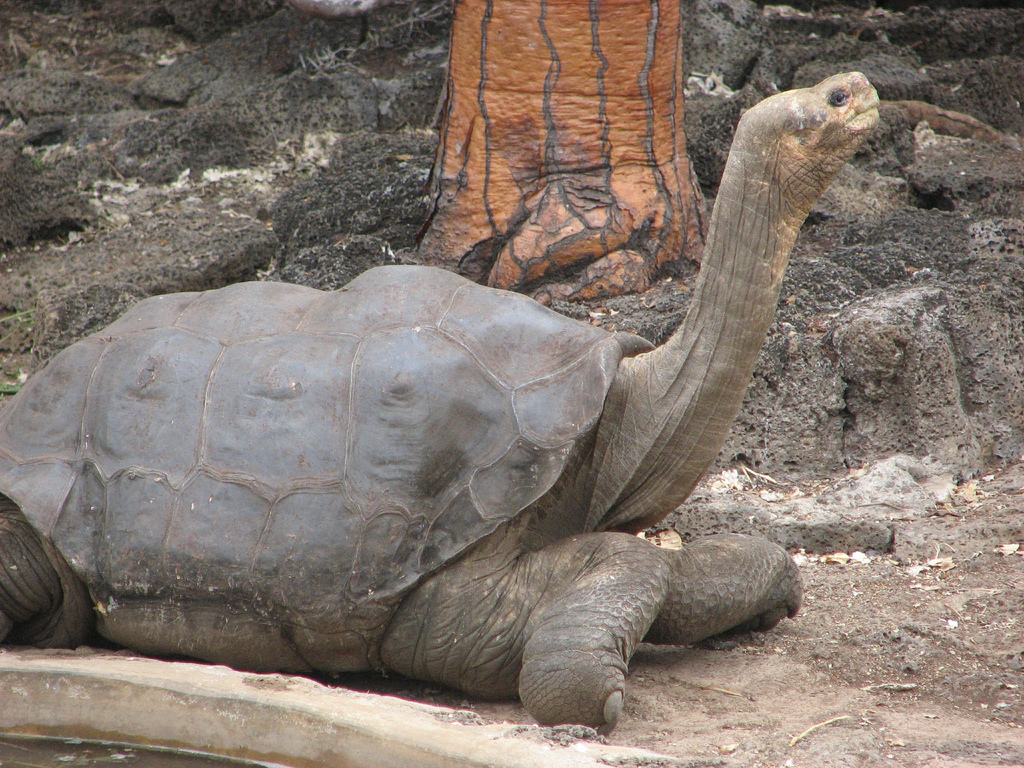
لون سوم جورج في محطة أبحاث تشارلز دارون.

عُثِرَ على لون سوم جورج للمرَّة الأولى على جزيرة بينتا، حيث وجده عالم الرخويات الهنغاري «جوزيف فاغفولغيي» في الأول من ديسمبر سنة 1971. وكانت نباتات الجزيرة آنذاك مُدمَّرة نتيجة رعي الماعز التي استقدمها المستوطنون الأوربيون إلى المنطقة، فباتت سلحفات جزيرة بينتا العملاقة على شفا الانقراض. ويعتقد أنَّ اسم لون سوم جورج أطلق على هذا السلحف تيمناً بشخصية خيالية أدى دورها الممثل الأمريكي جورج غوبل. نقل لون سوم جورج بعد العثور عليه إلى محطة أبحاث تشارلز دارون حفاظاً على سلامته، وحاول الباحثون هناك جعله يتزاوج مع أُنثَيَيْن من سلالتين مختلفتين، غير أن البيوض التي وضعاها لم تفقس. توفي لون سوم جورج في 24 من يونيو سنة 2012 لأسباب غير معروفة، ويعتقد أن عمره بلغ أكثر من 100 سنة، فيما بلغ وزنه قرابة 100 كيلوغرام، وبموته يعد تحت نوع سلحفاة جزيرة بينتا منقرضاً الآن.

## الحماية
بذلت جهود ضخمة لإقصاء وإبادة حيوانات الماعز المستقدمة إلى جزيرة بينتا على مدى العقود الأخيرة، وقد توِّجت هذه الجهود بالنجاح، مما سمح لنباتات الجزيرة بالبدء بالتعافي بعد أن تعرَّضت للكثير من التخريب والتدمير. حديثا، عثر على سلاحف بينتا عملاقة مخلوطة النسل (هجينة بين سلالتين) قرب بركان وولف على جزيرة إيزابيلا المجاورة، وقد يعني ذلك أن ثمة سلحفا واحدة على الأقل من نوع بينتا وجدت مؤخرا في المنطقة. وقد يكون سلحف عملاق اسمه «توني» يعيش في حديقة حيوان ببراغ مرشَّحاً ليكون سلحف بينتا نقيَّ النسل. عقب اكتشاف لون سوم جورج، عرضت جائزة قدرها 10,000 دولار أمريكي مقابل العثور على أنثى سلحفاة بينتا، أملاً بإنقاذ النوع من الانقراض.

### وفاة لون سوم جورج
في 24 من يونيو سنة 2012 وبالساعة الثامنة صباحاً بالتوقيت المحليّ أعلن مدير حديقة الغالاباغوس الوطنية «إدوين نولوا» العثور على لون سوم جورج ميتاً، حيث اكتشف موته حارسه على مدى السنوات الأربعين الماضية فاوستو ليرينا. وقد اعتقد نولوا أن سبب الوفاة كان فشلاً قلبياً، متوافقاً مع نهاية دورة حياة السلاحف العملاقة الطبيعية. ومع ذلك فيخطط لتشريح الجثة للتعرف على سبب الوفاة بدقة. بلغ وزن لون سوم جورج 100 كيلوغرام تقريباً، ويعتقد أن عمره فاق 100 سنة. وقد يعني موته انقراض تحت نوع سلحفاة جزيرة بينتا تماماً الآن.

## محاولات الإكثار
أجريت محاولات كثيرة على مرِّ العقود الماضية بهدف إكثار لون سوم جورج لإنقاذ تحت النوع، غير أنها فشلت جميعاً، وربما كان ذلك بسبب عدم وجود أنثى من تحت نوعه نفسه. وقد دفع هذا الباحثين في محطة تشارلز دارون إلى عرض جائزة 10,000 دولار أمريكي للعثور على أنثى من تحت نوعه نفسه.
حتى شهر يناير من سنة 2011 كانت قد جرت محاولتان لجعل لون سوم جورج يتكاثر مع إناث أخرى، وكانت الأنثيان من نوع «ت. ن. بيكي» (الذي يقطن قرب بركان وولف في جزيرة إيزابيلا)، وكان ذلك على أمل إنقاذ نمط النوع الجيني بالحفاظ عليه عند سليليه. حيث كان يعتقد آنذاك أن «ت. ن. بيكي» تحت نوع قريبة للـ«ت. ن. أبينغدوني» (سلحفاة جزيرة بينتا)، لكن مع ذلك ففي كل الأحوال لم تكن العملية لتنجب أولاداً ذوي جينات سلحفاة بينتا نقية.
في شهر يوليو من سنة 2008 نجح الباحثون في جعل لون سوم جورج يتزاوج مع أنثى أخرى، على غير المتوقع. وقد وضعت الأنثى 13 بيضة بعدها، ونقلت هذه البيوض إلى حاضنة خاصة. لكن في 11 من نوفمبر كانت 80% من البيوض قد تعرَّضت لخسارة الوزن ولم يعد من الممكن أن تعيش أو تفقس. وبحلول شهر ديسمبر من السنة نفسها كانت قد أضحت هذه حال البيوض الباقية، كما ظهر من تحليلها الأشعة السينية.
في 21 من يوليو سنة 2009 - أي بعد سنة بالضبط من تزاوج لون سوم جورج - أعلنت حديقة الغالاباغوس الوطنية أنه تزاوج مع أنثى ثانية، ووضعت 5 بيوض هذه المرة. وقد تأمَّلت سلطات الحديقة بدفعة البيوض الثانية، وقالت أنها كانت بصحة ممتازة بعد فترة قصيرة من وضعها. ومجدداً نُقلت البيوض إلى حاضنة، لكن الحديقة أعلنت في 16 من ديسمبر أن فترة الحضانة قد انتهت فيما لم تفقس البيوض بعد، وتبيَّن أنه ما من حياة فيها. وكانت هذه الحال نفسها مع دفعة ثالثة من ست بيوض وضعتها أنثى أخرى.
في شهر نوفمبر من سنة 1999 قال علماء عن لون سوم جورج أنه "وثيق الصلة كثيراً بالسلاحف العملاقة من جزيرة إسبانيولا، (ت. ن. هودينيس) وجزيرة سانت كريستوبال (ت. ن. تشاثامينيس)، وقد نقلت في 20 من يناير سنة 2011 أنثيان من نوع "ت. ن. هودينيس" إلى محطة تشارلز دارون حيث كان يعيش، غير أن محاولات جعله يتزاوج معهما فشلت.